# Marcel Mariën
Marcel Mariën (Anversa, 29 aprile 1920 – Bruxelles, 19 settembre 1993) è stato un poeta, saggista, fotografo e regista belga, conosciuto soprattutto per il suo impegno nel surrealismo, anche nel campo dell'editoria.

## Biografia
Nacque in una famiglia di condizioni umili ed essendo figlio unico la madre era contraria che il figlio proseguisse gli studi, preferendo che si trovasse un lavoro purché portasse soldi a casa. A 15 anni, Mariën divenne apprendista di uno studio fotografico. Due anni dopo ad una mostra vide per la prima volta i quadri di René Magritte e lesse il manifesto surrealista di André Breton, restandone affascinato.
Così decise di recarsi a Bruxelles per incontrare il pittore. In breve ne divenne apprendista, insieme ai suoi amici surrealisti Paul Colinet, Louis Scutenaire, Irène Hamoir e Paul Nougé. Un anno dopo ciò gli permise di esporre una sua opera alla mostra collettiva surrealista londinese Surrealist Objects and Poems.
I venti della seconda guerra mondiale stavano soffiando forte in Belgio così nel 1939 Mariën si arruolò nell'esercito e prestò servizio militare. Fu presto catturato dai nazisti e venne incarcerato in Germania. Dopo il suo rilascio, tornò a Bruxelles, dove scrisse la prima monografia su René Magritte. Nel 1941 conobbe Elisabeth Altenloh con cui ebbe una tumultuosa relazione, con separazioni e riconciliazioni, fino alla rottura definitiva nel 1951. Quando nel 1948 Mariën si stabilì per due anni a Bruxelles, come libraio, chiamò la sua attività "Au Miroir d'Elisabeth".
I suoi primi tentativi fotografici furono scadenti e non ebbero successo. Bisognerà attendere il 1943 quando realizzò la sua prima fotografia realmente surrealista che lo distinguesse dal titolo De Sade à Lénine (De Sade a Lenin): una donna che taglia una fetta di pane a torso nudo, la lama puntata verso il suo seno. Mariën commentò: “il coltello passa da de Sade a Lenin”. L'oggetto quotidiano spogliato della sua funzione tradizionale e il corpo femminile come strumento di creazione. Nonostante questa e altre fotografie di successo, Mariën abbandonerà presto la fotografia per concentrarsi sulla creazione di oggetti, sul disegno e sulla scrittura.
Ancora nel corso della guerra, anche a causa degli stenti in cui si trovavano, sembra che Mariën smerciasse i falsi dipinti da Magritte, tra gli altri copie di Giorgio De Chirico e Max Ernst, perché l'amico li vendesse a Parigi come autentici.
Nel 1951 si imbarcò per due anni come marinaio su una nave mercantile danese. Al suo rientro nel marzo 1953 ebbe una storia d'amore con l'artista surrealista belga Jane Graverol, terminata dieci anni dopo. Nel 1959, in un ulteriore tentativo di sfidare gli atteggiamenti tradizionali, produsse e diresse il film L'Imitation du cinema, una combinazione di immagini sessuali e religiose, che suscitò scandalo in patria e fu vietato anche in Francia e perfino negli Stati Uniti.
Nel 1955 Mariën istituì il Premio Internazionale per la Stupidità Umana. Re Baldovino del Belgio vinse il primo premio.
Sebbene Mariën abbia lavorato come artista, alcuni dei risultati più importanti da lui ottenuti sono stati in veste di editore e scrittore delle attività dei surrealisti belgi, editando anche i loro testi. Oltre ad aver pubblicato la prima monografia su Magritte nel 1943, nel 1954 fondò  la rivista "Les Lèvres Nues" e diresse la rivista "Le Ciel Bleu", assieme ai colleghi Christian Dotremont e Paul Colinet. Nella rivista pubblicò gli scritti di surrealisti belgi come Paul Nougé, Louis Scutenaire e André Souris, in una serie che alla fine si estese a centinaia di titoli.
Alla fine del 1962 Mariën visse a New York. Quando tentò di ritornare in patria, attraverso l'Oriente, finì nella Cina maoista. Andò a lavorare per l'edizione francese di una rivista di propaganda. Ciò non sembra che fosse dovuto alla sua simpatia nei confronti di Mao o alla Cina, ma molto più prosaicamente alla mancanza di denaro. I cinesi furono gli unici ad offrirgli un lavoro e un biglietto per la nave per tornare in Belgio.
Non sappiamo se fu solo uno scherzo o se fossero anche altri i motivi, le cronache del resto non sono univoche nel definirlo tale, sta di fatto che nel 1962, in occasione di una retrospettiva di Magritte, Mariën fece stampare e diffondere dei volantini nei quali si diceva che i quadri di Magritte sarebbero stati venduti alla metà del loro prezzo. Magritte non lo perdonò e non si videro più.

Alcuni anni dopo, lo stesso giornale riportò una dichiarazione di Mariën in cui affermò che Magritte non era poi il "gentleman" che avrebbe voluto far credere: "Magritte si è comportato molte volte in modo molto insolito: realizzando dei Picasso, dei Braque e dei Chirico falsi. Inoltre realizzando (con suo fratello che stampava le banconote) denaro falso. Infatti, nella vita quotidiana, non si comportava affatto da borghese, faceva molti scherzi. È una cosa troppo grande per descriverla...". Probabilmente Mariën volle accusare Magritte di essersi svenduto a scopo di lucro.

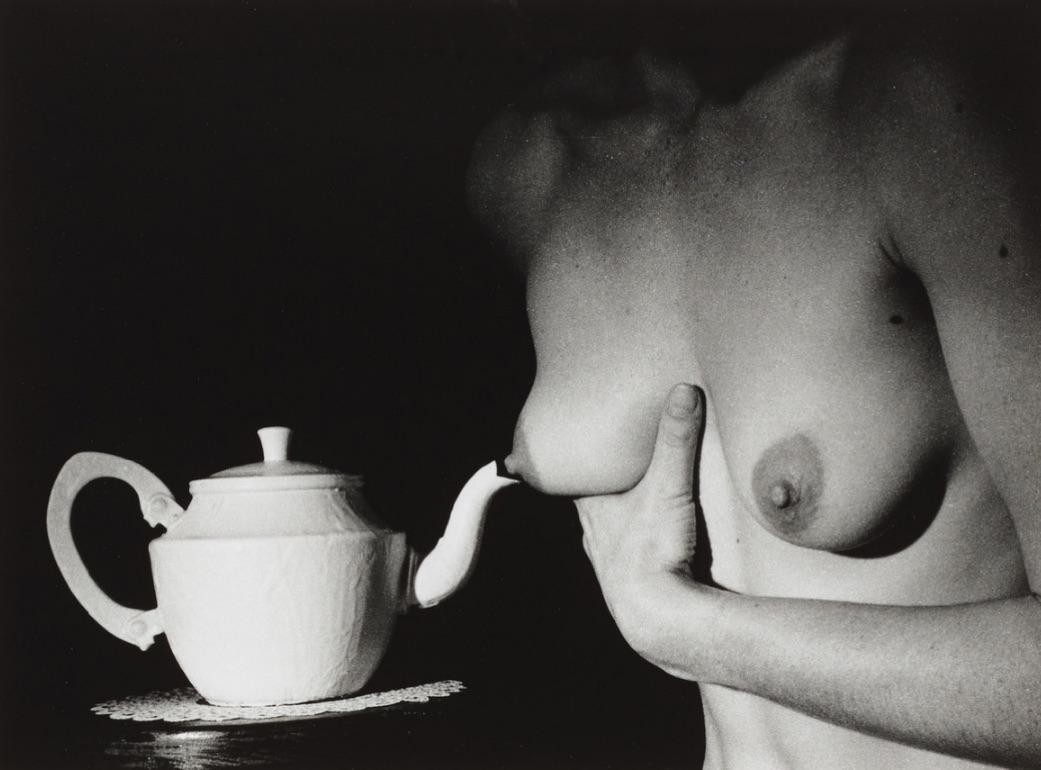
Le Bouts-Rimes, 1985

Nel 1979, Mariën pubblicò L'Activité Surréaliste en Belgique, un registro cronologico di tutti i documenti, manifesti, volantini e articoli relativi al movimento surrealista in Belgio apparso tra il 1924 e il 1950.
Mariën ritornò, a partire dal 1980, alla fotografia surrealista, producendo in maniera prolifica fino alla sua morte, spesso con modelle nude ed utilizzando oggetti strani o in situazioni assurde.

## Pubblicazioni
- L'activité surréaliste en Belgique (1924-1950), Lebeer-Hossmann, Bruxelles, 1979